# Никитченко, Николай Иванович
Николай Иванович Никитченко (1902, село Катериновка, Курская губерния — 12 января 1938, Киев) — советский партийный деятель, 2-й секретарь Днепропетровского обкома КП(б)У. Член ЦК КП(б)У (1937—1938).

## Биография
Родился в семье рабочего-плотника. В 1912 году окончил два класса церковноприходской школы в селе Титовка Белгородского уезда Курской губернии. В 1913 — сентябре 1914 г. — дворник мельницы Токарева в селе Безлюдовке Белгородского уезда. В сентябре 1914 — феврале 1918 г. — котельник мастерских сахарного завода Боткина в селе Новая Таволжанка Белгородского уезда.
В феврале 1918 — сентябре 1919 г. — рядовой красного партизанского отряда Дзюбы в Корочаевском и Обоянском уездах. В сентябре 1919 — август 1920 г. — старшина команды связи штаба 36-й бригады РККА. В августе — октябре 1920 г. — курсант Полтавских военно-политических курсов. В октябре 1920 — феврале 1921 г. — начальник конной разведки 315-го батальона 105-го полка РККА. В феврале — сентябре 1921 г. — командир взвода и на оперативной работе в Черниговской губернской чрезвычайной комиссии (ЧК) и в Конотопской дорожно-транспортной ЧК. В сентябре — ноябре 1921 г. — на лечении в военном госпитале в городе Конотопе. В 1921 году вступил в комсомол.
В ноябре 1921 — мае 1923 г. — экономработник заводского комитета Новотаволжанского сахарного завода Белгородского уезда.
В мае 1923 — сентябре 1925 г. — котельник, в сентябре 1925 — марте 1927 г. — агитатор-пропагандист партийного коллектива Макеевского металлургического завода имени Томского в Донбассе.
Член РКП(б) с октября 1925 года.
В марте 1927 — июне 1928 г. — заведующий организационным отделом заводского комитета Макеевского металлургического завода имени Томского. В июне 1928 — сентябре 1929 г. — председатель Макеевского городского рабочего кооператива. В сентябре 1929 — декабре 1930 г. — секретарь партийного комитета КП(б)У Макеевского металлургического завода имени Томского.
В декабре 1930 — июне 1932 г. — помощник начальника строительства Днепрокомбината в городе Запорожье. В июне 1932 — январе 1933 г. — студент Днепропетровского металлургического института, закончил только первый курс.
В январе 1933 — сентябре 1936 г. — 1-й секретарь Ново-Троицкого районного комитета КП(б)У Днепропетровской области.
В сентябре 1936 — мае 1937 г. — 1-й заместитель председателя исполнительного комитета Днепропетровского областного совета.
В мае — июле 1937 г. — 2-й секретарь Днепропетровского областного комитета КП(б)У.
В июле — октябре 1937 г. — исполняющий обязанности председателя исполнительного комитета Днепропетровского областного совета.
16 октября 1937 года арестован. Расстрелян 12 января 1938 года в городе Киеве.